# Bernarda Pera
Bernarda Pera (n. 3 decembrie 1994, Zadar, Cantonul Zadar, Croația) este o jucătoare profesionistă de tenis croato-americană. Pera a câștigat două titluri la simplu și un titlu la dublu în Turul WTA și nouă titluri la simplu și opt titluri la dublu pe Circuitul ITF. La 12 iunie 2023, ea a atins locul 27 mondial la simplu. La 21 februarie 2021, ea a atins în clasamentul de dublu cea mai înaltă poziție din carieră, locul 35 mondial.